# Larry Kirwan
Pour les articles homonymes, voir Kirwan.
Larry Kirwan, né en 1948 à Wexford, est un écrivain et musicien irlandais. 
Chanteur principal du groupe de rock Black 47, il est le concepteur/co-auteur de Paradise Square, la comédie musicale de Broadway pour laquelle il a reçu une nomination aux Tony Awards.

## Biographie
Avant Black 47, Kirwan et son compatriote de Wexford, Pierce Turner, forment le groupe Bells of Hell de Malachy McCourt à Greenwich Village. Leur musique est un mélange de folk, de traditionnel, de rock progressif, de rock celtique et de punk. Turner & Kirwan, originaires de Wexford, est l'un des rares groupes bannis du CBGB. Selon Hilly Kristal, ils étaient « trop démoniaques ». Ils dirigent ensuite le groupe new wave Major Thinkers pendant quelques années. Leur chanson Avenue B (Is the place to be) obtient un succès radiophonique, ce qui leur vaut un contrat avec Portrait Records (en). Ils enregistrent un album, Terrible Beauty, qui finalement en sort jamais et, après un concert à Irving Plaza le jour de la Saint-Patrick 1985, ils se séparent.
Kirwan se consacre ensuite à l'écriture dramatique et au théâtre. Il continue cependant à improviser de la musique pour Copernicus et, en juin 1989, le groupe Copernicus effectue une tournée en Allemagne de l'Ouest, en Tchécoslovaquie, en Pologne, en Lituanie et en URSS. Il forme également Chill Faction avec Thomas Hamlin, batteur des Major Thinkers, et les membres du groupe Copernicus, Fred Parcells, David Conrad et Mike Fazio, qui seront membre ensuite de Black 47. 
Kirwan a écrit 20 pièces de théâtre et comédies musicales, dont la plupart ont été jouées aux États-Unis et en Europe. Ces pièces traitent souvent de l'histoire et de la politique irlandaises et new-yorkaises. La plus souvent jouée est Liverpool Fantasy (If The Beatles had not made it). Cinq de ces pièces : Liverpool Fantasy, Days of Rage, Mister Parnell, Blood et Night in the Garden ont été publiées dans le recueil Mad Angels.
Kirwan collabore à la comédie musicale Transport, avec l'auteur australien Thomas Keneally, produite au Irish Repertory Theater de New York en 2014. Le 3 avril 2022, la première à Broadway de Paradise Square, a lieu au Ethel Barrymore Theatre, après des représentations au Berkeley Repertory Theatre en 2019 et au Nederlander Theatre de Chicago en 2021. 
Il forme Black 47 avec Chris Byrne fin 1989, après une jam session au Paddy Reilly's Pub de Manhattan. Le groupe sort 16 CD, dont Fire of Freedom (1993), qui contient le tube Funky Ceili, Iraq (2008) et Bankers and Gangsters (2010). Black 47 donne environ 2 500 concerts avant de se séparer le 14 novembre 2014, après son dernier concert au BB Kings de Manhattan. Le groupe est décrit comme « l'aile musicale de l'IRA »,, organisation paramilitaire d'Irlande du Nord, qualifiée d'organisation terroriste au Royaume-Uni et d'organisation illégale en République d'Irlande. L'IRA a été tenue responsable de la mort de 1 705 personnes pendant le conflit nord-irlandais.
Depuis avril 2005, Kirwan anime Celtic Crush, une émission de radio sur Sirius Satellite Radio qui présente des artistes des huit nations celtiques jouant dans une grande variété de genres musicaux. Il écrit également une chronique hebdomadaire pour l' Irish Echo (en). Il publie plusieurs ouvrages, dont une version romanesque de Liverpool Fantasy et Rockin' The Bronx, parue en février 2010. Son dernier roman, Rockaway Blue, est publié en 2021 par Three Hills/Cornell University Press.
En 2013, il coproduit une compilation de divers artistes pour Valley Entertainment (en) intitulée Larry Kirwan's Celtic Invasion (en).

## Discographie
- 1971 - Aftermath : We Have No More Babies Left / Neck and Neck
- 1973 - Turner and Kirwan of Wexford : Neck and Neck (nouvelle version) / When Starlings Fly
- 1974 - Turner and Kirwan of Wexford : Bootleg
- 1978 - Turner and Kirwan of Wexford : Absolutely and Completely
- 1979 - Heretix : The Book of The Law
- 1979 - Major Thinkers : Back in the 80’s / Farewell to the Coast (single)
- 1982 - Major Thinkers : Avenue B is the Place to Be (single)
- 1982 - Major Thinkers : Major Thinkers (Independent LP)
- 1983 - Major Thinkers : Major Thinkers (EP Epic-Portrait)
- 1984 - Major Thinkers : Terrible Beauty
- 1987 - Chill Faction : Eggman on the Deuce
- 1989 - Black 47 : Home of the Brave / Live in London
- 1991 - Black 47 : Black 47
- 1992 - Black 47 : Black 47 (EP)
- 1993 - Black 47 : Fire of Freedom
- 1994 - Black 47 : Home of the Brave
- 1996 - Black 47 : Green Suede Shoes
- 1998 - Keltic Kids
- 1999 - Black 47 : Live in New York City
- 1999 - Larry Kirwan & Black 47 : I Ain't Marchin' Anymore
- 2000 - Black 47 : Ten Bloody Years of Black 47
- 2000 - Black 47 : Trouble in the Land
- 2001 - Kilroy Was Here
- 2001 - Black 47 : On Fire
- 2004 - Black 47 : New York Town
- 2005 - Black 47 : Elvis Murphy's Green Suede Shoes
- 2006 - Black 47 : Bittersweet Sixteen
- 2008 - Black 47 : Iraq
- 2010 - Black 47 : Bankers and Gangsters
- 2011 - Black 47 : A Funky Ceili
- 2012 - Larry Kirwan & Ashley Davis : Happy Xmas (War is Over)
- 2013 - Larry Kirwan's Celtic Invasion[6]
- 2014 - Black 47 : Last Call
- 2017 - We'll Never Feel Like This Again (Single)
- 2019 - Teddy Boy (EP)
- 2019 - Heroes / Belfast (EP)
- 2020 - Stronger and Better (Single)

## Publications
- 1993 : Mad Angels (1993), recueil de cinq pièces
- 2003 : Liverpool Fantasy, roman
- 2004 : Livin' In America, recueil de chansons et histoire des Black 47
- 2005 : Green Suede Shoes: An Irish-American Odyssey, autobiographie
- 2010 : Rockin' The Bronx, roman
- 2015 : A History of Irish Music by Larry Kirwan
- 2021 : Blue: A Novel, roman

## Pièces de théâtre et comédies musicales
- 1986 : Liverpool Fantasy, Charas/Irish Arts Center/Dublin Theatre Festival
- 1989 : Days of Rage (comédie musicale), Hudson Guild Theatre
- 1992 : Mister Parnell (comédie musicale), Synchronicity Space
- 1993 : Blood, Synchronicity Space
- 1995 : Night in the Garden, Synchronicity Space
- 1998 : The Poetry of Stone, Synchronicity Space
- 1999 : Against The Grain (comédie musicale Hip-hop), Chelsea Playhouse
- 1999 : Rockin' The Bronx, Lehman Center for Performing Arts
- 2000 : Groundhog Day, Miranda Theatre Company
- 2003 : Teddy Boy (comédie musicale), Workshop Production
- 2007 : The Heart Has A Mind Of Its Own, Boomerang Theatre Company
- 2012 : Transport (comédie musicale, avec Tom Keneally), Irish Rep Theatre
- 2012-2013 : Hard Times (comédie musicale), The Cell
- 2017 : Rebel in the Soul, Irish Repertory Theatre
- 2018 : Iraq (comédie musicale), Workshop Montclair University
- 2019 : The Catacombs/Life & Times of Brendan Behan (comédie musicale)
- 2021 : The Informer, Actors Gym
- 2022 : All The Rage (comédie musicale), Workshop, The Cell
- 2022 : Paradise Square (comédie musicale, avec Craig Lucas et Christina Anderson), première le 3 avril 2022, Barrymore Theatre
- 2022 : A Table For Two At The Dil Pickle, Irish Heritage Center, Chicago

## Récompenses
- Prix Sidewise 2003 pour Liverpool Fantasy
- Nommé au Tony Award du meilleur livret de comédie musicale 2022 pour Paradise Square